# أمبروز باول هيل
أمبروز باول هيل (بالإنجليزية: Ambrose Powell Hill )‏ (و. 1825 – 1865 م) هو عسكري أمريكي، ولد في كولبيبر، ويحمل رتبة عسكرية ملازم أول، وفريق، توفي في بطرسبرغ، فرجينيا، عن عمر يناهز 40 عاماً، بسبب قتل في المعركة.

## التعليم
تعلم في الأكاديمية العسكرية الأمريكية.

## الخدمة العسكرية
خدم في القوات البرية للولايات المتحدة.